# 아발론하널 베이저흐
아발론하널 베이저흐(Avalon-Chanel Weyzig, 1990년 4월 2일 ~ )는 네덜란드의 모델, 미인 대회 우승자이다. 2009년 미스 유니버스 네덜란드 우승자이며 미스 유니버스 2009, 미스 월드에서 네덜란드 대표로 참가했다.